# Cavity Job
Albums de Autechre
— Incunabula
(1993)
Cavity Job est le premier maxi du groupe anglais de musique électronique Autechre, sorti en 1991.
Autechre était influencé, dans le style et la technique, par les premiers morceaux d'electronica.
Ce maxi est paru sur le label Hardcore Records et n'a été tiré qu'à seulement 1 000 exemplaires.

## Pistes
1. « Cavity Job » — 6:25
2. « Accelera 1 & 2 » — 6:58